# Aldina Duarte
Aldina Maria Miguel Duarte (Lisboa, 22 de julho de 1967) é uma fadista portuguesa.

## Biografia
Aldina Duarte nasceu em Lisboa e cresceu num bairro social em Chelas.
O seu primeiro contacto com o fado aconteceu por acaso aos 24 anos, quando ouve Beatriz da Conceição cantar numa casa de fados, durante o seu trabalho como jornalista.
Começou por cantar fado em 1992 no cinema, no filme Xavier realizado por Manuel Mozos, onde Aldina Duarte interpreta o fado A Rua do Capelão. Em 1994 organizou com Camané as Noites de Fado no Teatro da Comuna, e no ano seguinte cantou no Clube do Fado.  Entre 1996 e 2021 foi fadista residente na casa de fados Senhor Vinho, com direção artística de Maria da Fé.
Em 2008 Manuel Mozos realizou Aldina Duarte: Princesa Prometida, a partir de uma ideia de Maria João Seixas, sobre a fadista.
Em 2024 lançou o álbum Metade-metade, com 11 fados escritos pela rapper Capicua, e que se debruça sobre questões climáticas, económicas, e relativas ao 25 de Abril de 1974. No mesmo ano, apresentou o programa de rádio Fado Cravo, no qual conversa com várias personalidades do mundo cultural português.
É autora de vários projetos de difusão do Fado, dentre os quais se destacam o ciclo de conferências A Cantar e a Contar, no Centro Cultural de Belém em 2013; as oficinas Fado para Todos, iniciadas em 2013; o projeto Fado sem Fim, que promove novas vozes do Fado; a curadoria Dia de Cesariny em 2023, e o podcast Fados e Tudo, em parceria com o Museu do Fado.
Realizou também conferências sobre música, literatura, e questões de género nas artes, em locais como a Fundação Calouste Gulbenkian e nos Festivais de Fado de Madrid, Sevilha, Bogotá e Buenos Aires.

## Reconhecimento
- 2018 - Convidada pelo Primeiro-Ministro de Portugal para atuar nos jardins do Palácio de Belém no âmbito das celebrações do 25 de Abril de 1974
- 2023 - Tudo Recomeça vence o prémio Melhor Álbum de Fado nos Prémios Play[13]

## Discografia
- 2004 - Apenas o Amor, EMI
- 2006 - Crua, EMI
- 2008 - Mulheres ao Espelho, Roda-lá Music
- 2011 - Contos de Fados, Roda-lá Music
- 2015 - Romance(s), Sony Music
- 2017 - Quando se Ama Loucamente, Sony Music
- 2019 - Roubados, Sony Music
- 2022 - Tudo Recomeça, Sony Music
- 2024 - Metade-Metade, Sony Music

## Livros
- 2022 - Cadernos 20/21: Manual Anti-Angústia, com Ana Biscaia, Avesso
- 2022 - Esse Fado Vaidoso, com Maria do Rosário Pedreira, Quetzal Editores

## Filmografia
- 1992 - Xavier, realizado por Manuel Mozos
- 2009 - A Religiosa Portuguesa, de Eugène Green[14]
- 2009 - Aldina Duarte - Princesa Prometida, documentário realizado por Manuel Mozos a partir de uma ideia de Maria João Seixas, Midas Filmes[15]
- 2012 - O Fado Da Bia, documentário realizado por Diogo Varela Silva
- 2012 - O Fado pelo Mundo - Aldina Duarte: Lisboa - Macau, da RTP [16]

## Teatro
- 1993 - Judite, Nome de Guerra, de Almada Negreiros, encenada por Germana Tânger, no Teatro São Luís
- 1994 - Noites de Fado, encenada por João Mota e Paulo Anes, no Teatro da Comuna [5]
- 1994 - Os Últimos Três dias de Fernando Pessoa, de António Tabucchi, encenada por Lamberto Puggelli, no Teatro Piccolo de Milão [17]
- 2010 - Aldina Duarte por Olga Roriz [18]

## Televisão
- 1992 - Grande Noite, de Filipe la Féria, RTP